# سونت‌های شکسپیر
غزلواره‌ها یا سونت‌های شکسپیر (به انگلیسی: Shakespeare's Sonnets) به مجموعه‌ای از ۱۵۴ غزل‌واره اشاره می‌کند که توسط ویلیام شکسپیر نوشته شده و به موضوعاتی همچون گذر زمان، عشق، زیبایی و میرش می‌پردازد.

## معرفی
این مجموعه برای اولین بار در سال ۱۶۰۹ تحت عنوان «SHAKE-SPEARES SONNETS. Never before Imprinted» منتشر شد. این مجموعه با آخرین سونت تحت نام «شکایت یک عاشق» ختم می‌یابد. سونت‌ها عموماً از سه رباعی یا کوترین، تشکیل شده‌اند که هر کدام به بندهای ۴ خطی و یک بیت نهایی خاتمه می‌یابند. این نوع وزن به‌طور گسترده در نمایشنامه‌های شکسپیر استفاده می‌شد. قافیه این اشعار عموماً به‌طور «abab cdcd efef gg» نوشته شده‌است. تمام سونت‌های نوشته‌شده با این ساختار، به سونت شکسپیری مشهور هستند.

## به فارسی
ترجمه‌های گوناگونی از این اشعار در فارسی است؛ از این جمله ترجمه و شرح امید طبیب‌زاده در سال ۱۳۹۶ از سوی انتشارات نیلوفر منتشر شد. انتشارات ویدا نیز در سال ۱۳۸۳ این غزلواره‌ها را با ترجمه تقی تفضلی و انتشارات نقش و نگار در سال ۱۳۹۳ با ترجمه بهنام مقدم (م. رها) به چاپ رسانده‌اند.
لازم به‌ذکر است که این غزلواره‌ها در سال ۱۳۹۷ با ترجمه صابر آتش نظرلو از سوی انتشارات ایجاز منتشر شده است.